# Ko Lan
Ko Lan, thailändska เกาะล้าน, är en ö i Chon Buri-provinsen i Thailand. Ko Lan ligger 7,5 km från fastlandet vid turistorten Pattaya. "Ko Lan" är ett sätt att transkribera öns namn. Namnet transkriberas även "Koh Larn" och "Ko Laan".

## Geografi
Ko Lan är ungefär 4 km lång och 2 km bred och har en area av 3411 rai enligt ett vanligt förekommande ytmått i Thailand, vilket motsvarar 5,6 km². Ön är den största bland öarna i Pattayas närområde, i sydöstra änden av Bangkokbukten, i Thailandviken. Administrativt tillhör Ko Lan  Bang Lamung-distriktet i Chon Buri-provinsen.
Ön består av låglänta kullar med regnskog. Högsta punkten är 180 meter ö.h., där ett buddhatempel är beläget. Ön har två små byar, Ban Ko Lan och Ban Krok Makhan. Ön har färjeförbindelse med fastlandet.
Ko Lan är ett populärt turistmål med mer än 1 500 hotell och åtta badstränder. De flesta badstränderna är belägna på västsidan, med ett hamnområde i anslutning till den mest populära stranden, Tawaen Beach. Andra populära badstränder är Tonglang Beach, Tien Beach, Samae Beach och Naon Beach.

## Bildgalleri

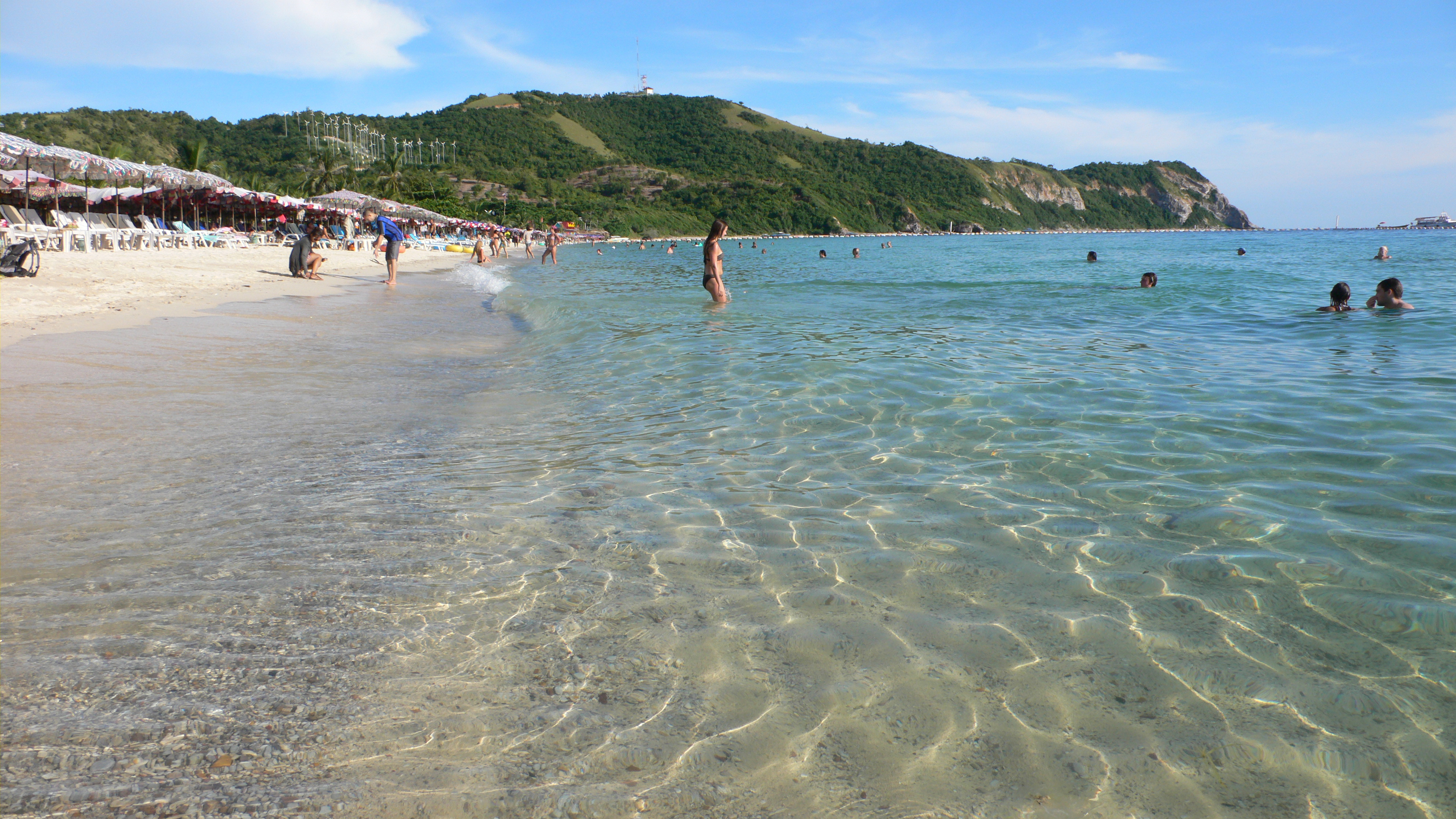
Strand vid Ko Lan.
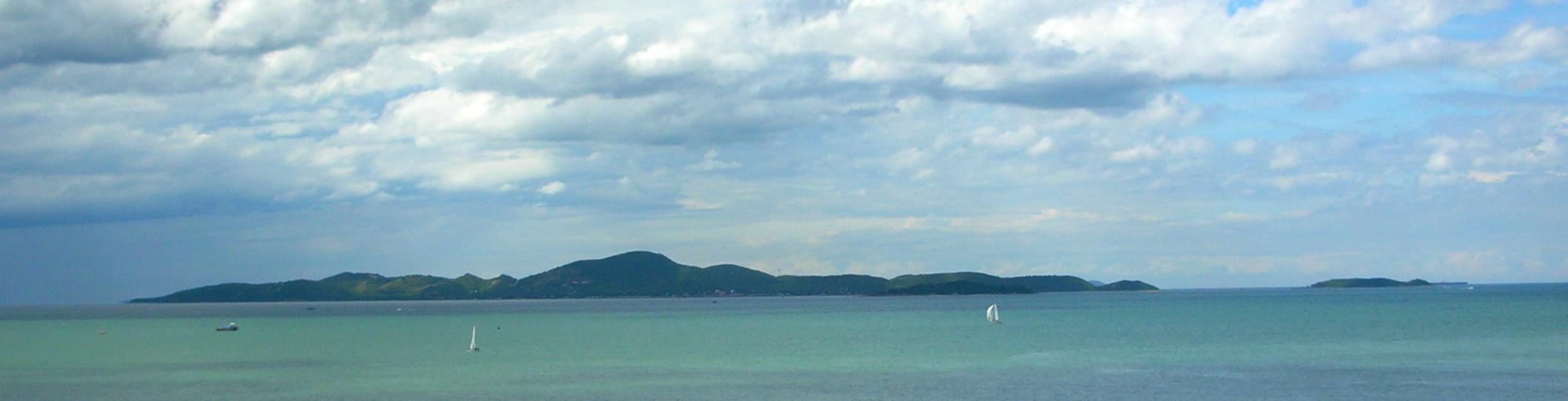
Ko Lan i vy från öster.
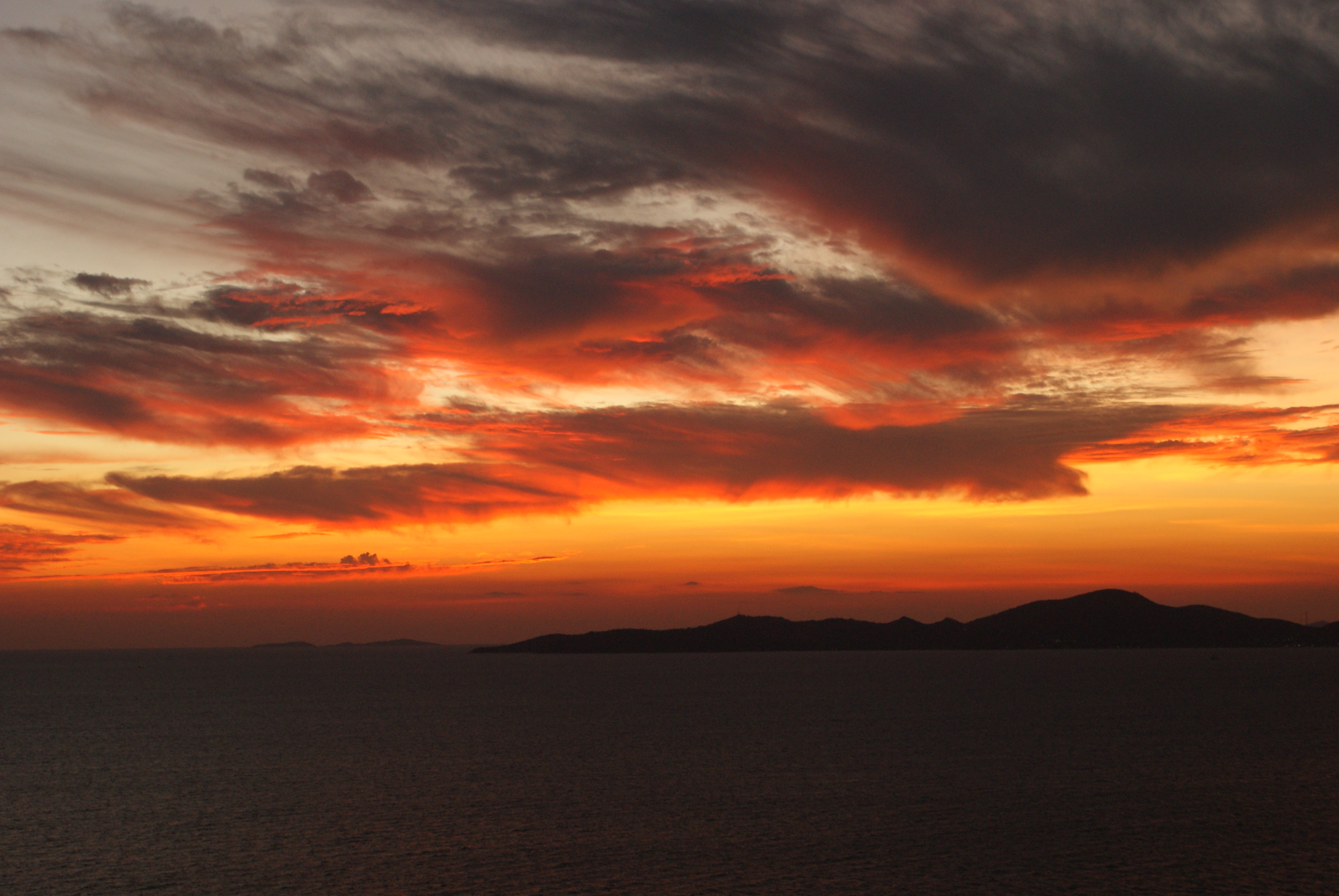
Solnedgång vid Ko Lan.
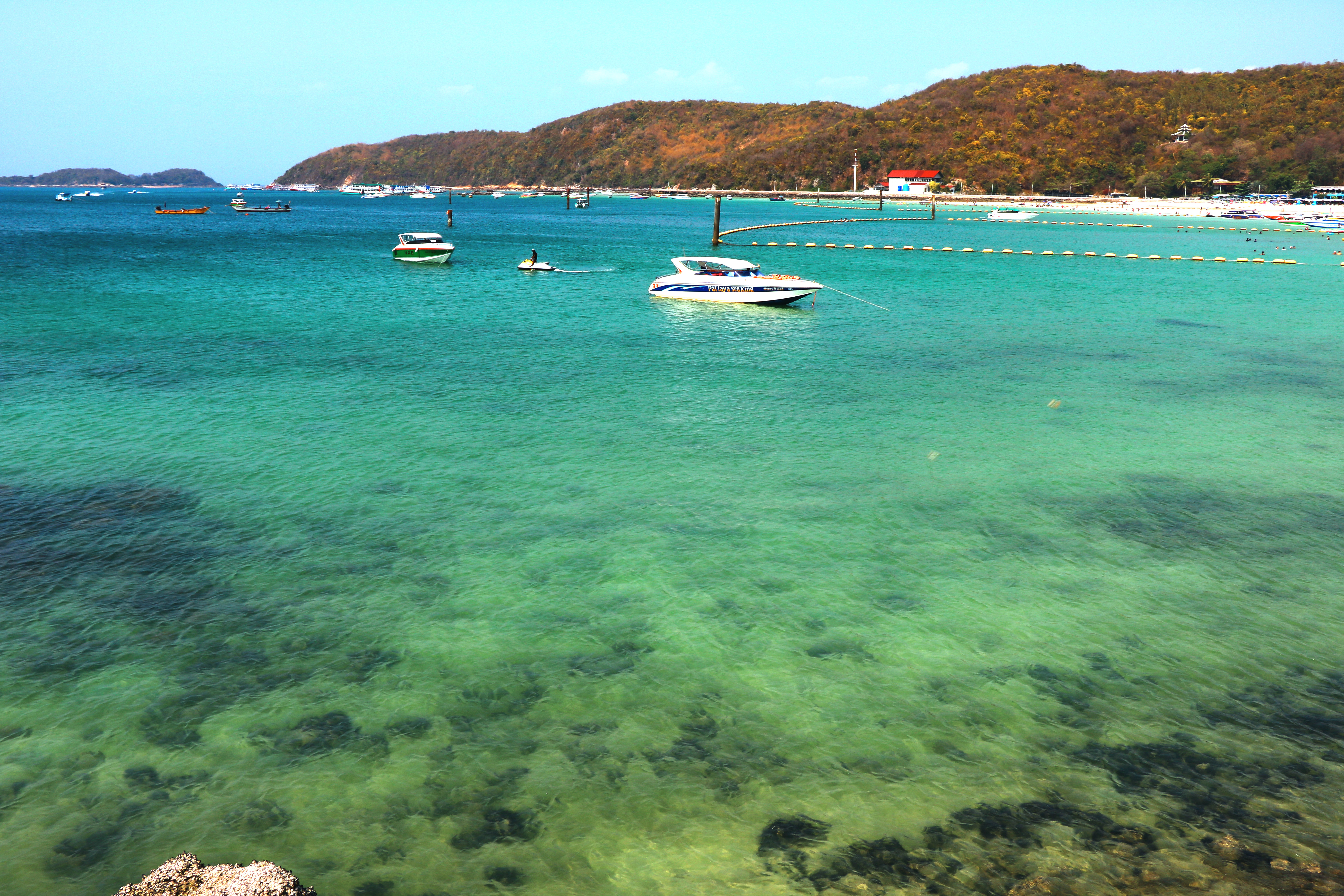
Stranden vid Tawaen Beach.

## Närbelägna öar
Ko Lan har två mindre närbelägna öar:
Ko Sak, เกาะสาก, en långsmal ö med en vik på norra sidan. Ön är 0,6 km norr om Ko Lan och har en högsta höjd av 33 m ö.h. 
Ko Krok, เกาะครก, en privatägd ö, 2 km nordost om Ko Lan. Dess högsta punkt är 41 m ö.h.
Vidare finns Ko Phai 14 km väster om Ko Lan. Ko Phai är den största ön i den obebodda arkipelagen Mu Ko Phai, หมู่เกาะไผ่.

## Miljöproblemen
Under lågsäsong kan Ko Lan ha ungefär 3 000 besökare per dygn och under högsäsong så många som 20 000 besökare. Det ger inkomster som uppskattas till 2 miljoner baht per dag, motsvarande 700 000 svenska kronor. Utöver antal besökare beräknas ön ha 8 000 invånare och säsongsarbetare. Tillsammans skapar turister och invånare ungefär 50 ton hushållssopor per dag, mest plastförpackningar och matrester. Myndigheterna klarar inte av att forsla bort mer än 20-25 ton per dag. Pattaya har ingen egen sopsortering utan soporna transporteras från Ko Lan till Saraburi norr om Pattaya. Ungefär 10 ton per dag som inte transporteras bort från ön har byggt upp till ett sopberg mitt inne på ön, som består av mer än 50 000 ton sopor (2016). Myndigheterna har därför planerat att påbörja återvinning på ön.